# 火烧松明楼

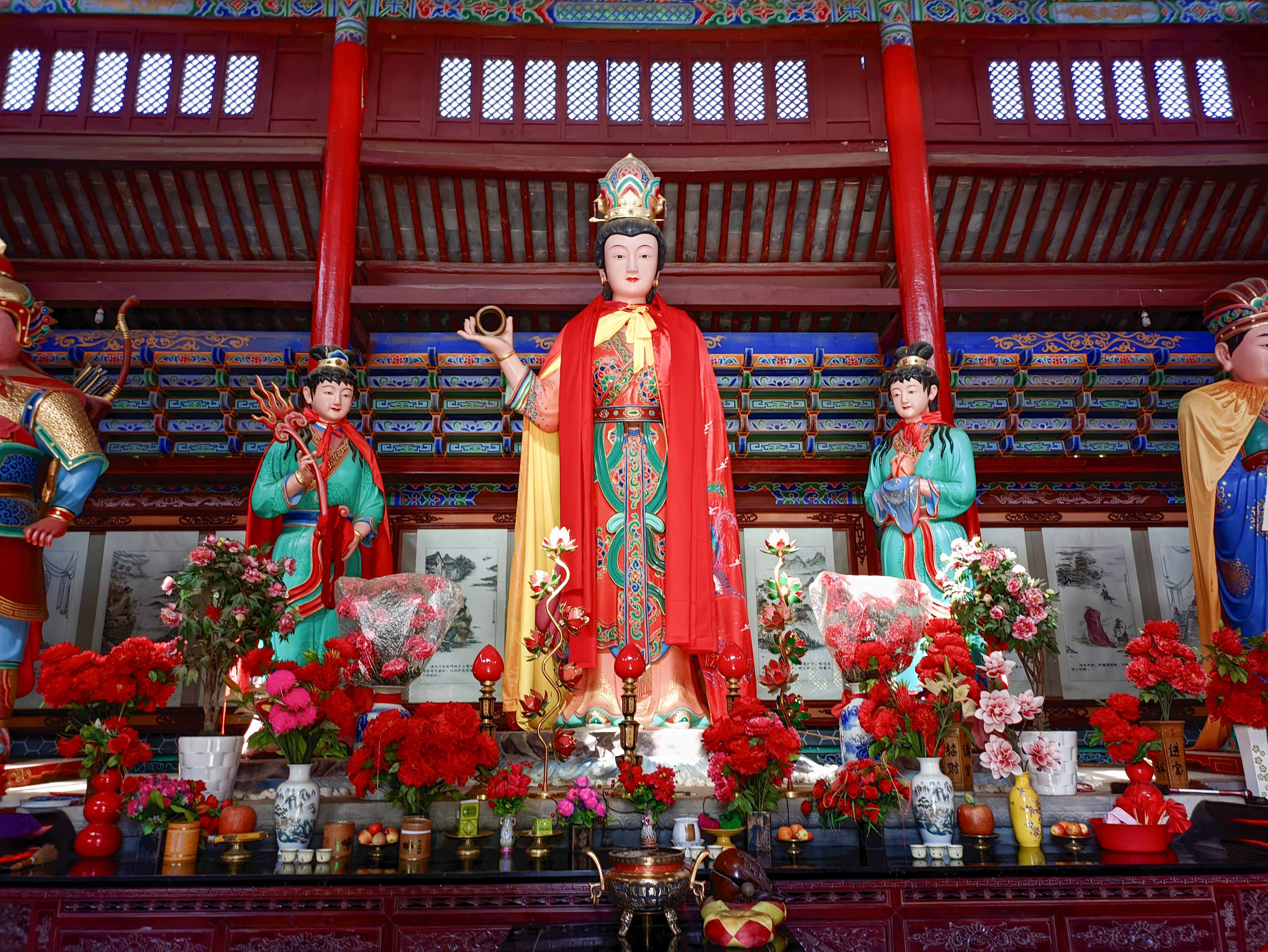
洱源县白洁圣妃庙

《火烧松明楼》，云南白族民间传说，内容反映的是南诏建立时的兼并战争。类似的早期白族传说还有《星回节》，云南彝族民间流传的《曼阿喃》也与之结构类似。元人张道宗的《记古滇说》中记载了故事的一个版本，《南诏野史》中则记载了更详细的版本。

## 历史背景
唐代云南洱海地区有六个部落联盟，称为六诏。公元737年，南诏王皮逻阁在唐朝的支持下，开始了征服六诏的战争，经过几年终于成功。739年，皮逻阁迁都太和城，南诏国成立。《火烧松明楼》就取材于这一事件。

## 情节
蒙舍诏国王仗着国势日盛，意图灭掉其他五诏。一天，邆赕诏国王请蒙舍诏国王到邓川作客，其妻子慈善夫人（也成柏洁夫人）也出席作陪。慈善夫人聪明美丽，蒙舍诏国王目不转睛地盯着她，夫人于是借故离开了宴席。从此，蒙舍诏国王吞并五诏的心情更加急切。
六月二十五日，蒙舍沼国土以祭祀祖先为名，邀请其他五诏的国王到大理赴宴，宴席就摆在他新盖的松明楼里。慈善夫人得知，极力劝阻他的丈夫前去赴宴。丈夫不敢不去，临行时慈善夫人只好将——只铁镯头戴在丈夫的手腕上。正当人们在松明楼里饮酒作乐、欢歌狂舞的时候，蒙舍诏国工借故下楼，并火将请来的客人通通烧死在松明楼里。慈善夫人得知消息，心如刀绞，立即叫人们点起火把，跟她连夜赶赴大理营救丈夫。当她赶到大理，松明楼已变成一堆灰烬。她不顾一切地用手挖刨，十个手指都刨得血淋淋的。她终于发现了一具手上戴着铁镯头的尸体，断定这就是自己的丈夫，放声大哭。蒙舍记国王得知慈善夫人如此聪明贤慧，下令把她找来，要强迫她和自己成亲。
慈善夫人说：“只要你答应我在松明楼的灰烬旁边搭上一座孝堂，让我给丈夫守孝一百天，痛痛快快哭一场，等到孝期满了，我就和你成亲。”蒙舍记国王答应了她的要求。为了表达水火不相容的决心，七月二十三日那天，慈善夫人来到洱海岸上哭祭丈夫，然后纵身投入茫茫的洱海里。人们为慈善夫人的精神所感动，便在大理城外修了一座柏洁庙，并奉她为柏洁圣妃。为了纪念她，人们每年六月二十五日晚上还要过火把节。这天晚上，人们骑上飞马，举着火把，绕着大理城奔来奔去，表示搭救柏洁的样子。同时，女人们也都用红色的凤仙花把十个指甲染得鲜红，以纪念慈善夫人对丈夫的坚贞。

## 流传及影响
该传说除了白族地区有流传，还在彝族、回族、傈僳族中流传。文人作品也有用慈善夫人为题材的，比如无名氏的七言诗《星回节》，该诗以有力的语言叙述了火烧松明楼的过程：“奸雄叵测皮逻阁，笙歌召会松明楼，脱簪牵裾不得留，铁钏约臂红泪流，阿奴火攻酒发半，炎鸟夔煨飞神丘，残娥埃煤一篲妇，金钢融腕遗骸收……祁连冢上血流霞，娘子军光夺血，死守何异巡远坚?忍饿甘共夷齐洁……一炬销残万劫灭，琼瑙台上招星回，不敢举火竞生食，反燔焰助夫人哀，喋血誓齿仇雠肉，生吞活剥遍山谷……”其他有关的诗还有杨南金的《登德源城有感》、杨履宽的《星回节悼慈善夫人二首》等。